# Vittorio Caprioli
Vittorio Caprioli (15 d'agost de 1921 – 2 d'octubre de 1989) va ser un actor, director i guionista cinematogràfic de nacionalitat italiana. Va actuar en 109 films entre 1946 i 1990.

## Biografia
Nascut en Nàpols, Itàlia, Vittorio Caprioli va entrar d'hora en l'Acadèmia Nacional d'Art Dramàtic de Roma, on es va graduar, iniciant immediatament en 1942 una carrera teatral en la companyia Carli-Racca amb una peça de William Saroyan, actuant al costat de Vittorio De Sica, Nino Bezossi i Vivi Gioi. Des de la seva primera actuació mostra una certa amargor, ironia i, fins i tot, agressivitat, trets que aniran in crescendo al llarg de la seva carrera d'actor.
En 1945 va iniciar la seva col·laboració amb la Radiotelevisione Italiana, treballant sovint amb Luciano Salce, realitzant programes com revistes i varietats. Algunes d'aquestes transmissions van ser Lo Schiaccianoci (1952), Le donne di James Thurber (1953, de Raffaele La Capria, amb direcció de Giandomenico Giagni) i Courteline all'italiana (1954, dirigida per Luciano Mondolfo).
Caprioli va passar després a la companyia del Piccolo Téatro de Milà, amb el qual, en 1948, va participar, sota la direcció de Giorgio Strehler, en la peça de William Shakespeare, La tempestat, i en 1949 en la de Carlo Gozzi Il corvo.
En els inicis de la dècada de 1950 va ser contractat per a treballar amb Alberto Bonucci i Gianni Cajafa en la comèdia musical Carrusel napoletano, dirigida per Ettore Giannini, i que tres anys més tard va ser portada a la pantalla gran.
També va actuar en revistes i en comèdies musicals, i en 1950, un any excepcional en la seva carrera, va fundar amb els actors Alberto Bonnucci i Franca Valeri (amb la qual després es va casar) Teatre dei Gobbi, en el qual van proposar espectacles subtilment satírics, actuant en peces espontànies i desproveïdes de textos escrits. Amb la seva esposa i amb Salce en 1955 va escriure i va interpretar en la ràdio La zuccheriera.
Caprioli va actuar per primera vegada al cinema en el film de Giacomo Gentilomo O sole mio (1946). No obstant això, la majoria de les filmografies situen el seu veritable debut al cinema en la primera producció de Federico Fellini amb Alberto Lattuada, Llums de varietats, en la qual va interpretar, sota el nom de Caprioli, un número còmic en un night-club.
Després va participar en la que va ser l'última cinta de Stan Laurel i Oliver Hardy, Atollo K, de Léo Joannon. En aquesta època Caprioli es dividia entre el teatre, en el qual omplia les sales, i el cinema, amb papers encara modestos, però de qualitat, com a Carrusel napolità i, sobretot, a Zazie dans le métro, de Louis Malle (1960).
Mentrestant, va actuar a l'obra de Samuel Beckett Tot esperant Godot, i va dur a terme el seu primer contacte amb la direcció amb La Catacombe, amb guió escrit per la seva dona, Franca Valeri. En 1961 va dirigir el seu primer film Leoni al sole, pel·lícula en la qual també actuava.
Va dirigir en 1970 una pel·lícula amb un destacat guió, Splendori et miserie di Madame Royal, en el qual s'explora amb sensibilitat i intel·ligència el mitjà homosexual.
Ocasionalment es va deixar temptar per la televisió, participant en el xou de varietats Le divine i actuant en Il borghese e il gentiluomo, però mai va arribar a voler molt a la pantalla petita ("Sofreixo molt per l'absència del públic, al qual considero part integrant i insubstituïble de l'espectacle en el qual va participar"). En la dècada de 1960 va treballar a Idillio villereccio, producció dirigida per Antonello Falqui, i en 1972 va intervenir a Una serata con Vittorio Caprioli.
Caprioli va continuar freqüentant els micròfons radiofònics, participant en emissions d'obres com La bugiarda (de Diego Fabbri, 1975, amb direcció d'Andrea Camilleri) i I parenti terribili (de Jean Cocteau, 1986, direcció de Sandro Rossi), presentant algunes produccions, entre elles L'intercettatore (1980).
En els seus últims anys va tornar al teatre, interpretant, entre altres peces, La bottega del caffè (de Carlo Goldoni), I ragazzi irresistibili (de Neil Simon), i Sis personatges a la recerca d'un autor (de Luigi Pirandello). Precisament representant aquesta última obra, en 1989, Caprioli va sofrir un ataqui cardíac, i va morir a Nàpols.

## Filmografia

### Actor
- O sole mio, de Giacomo Gentilomo (1945)
- Manù il contrabbandiere, de Lucio De Caro (1947)
- Luces de variedades, de Alberto Lattuada i Federico Fellini (1950)
- Parigi è sempre Parigi, de Luciano Emmer (1951)
- Atollo K, de Leo Joannon (1951)
- Totò a colori, de Stefano Vanzina (1952)
- Solo per te, Lucia, de Franco Rossi (1952)
- Marito e moglie, de Eduardo De Filippo (1952)
- Febbre di vivere, de Claudio Gora (1953)
- Carrusel napolità, de Ettore Giannini (1953)
- Buonanotte... avvocato!, de Giorgio Bianchi (1955)
- La legge, de Jules Dassin (1958)
- Zazie nel metrò, de Louis Malle (1959)
- Il generale Della Rovere, de Roberto Rossellini (1959)
- Arrangiatevi!, de Mauro Bolognini (1959)
- Cinque ore in contanti, de Mario Zampi (1960)
- A porte chiuse, de Dino Risi (1961)
- Il giorno più corto, de Sergio Corbucci (1962)
- I giorni contati, de Elio Petri (1962)
- Parigi o cara, de Vittorio Caprioli (1962)
- Desideri nel sole, de Jacques Rozier (1963)
- I maniaci, de Lucio Fulci (1964)
- Le voci bianche, de Massimo Franciosa i Pasquale Festa Campanile (1964)
- La donna è una cosa meravigliosa, de Mauro Bolognini (1964)
- Amore facile, episodi Il vedovo bianco, de Gianni Puccini (1964)
- Una vergine per il principe, de Pasquale Festa Campanile (1965)
- Io, io, io... e gli altri, de Alessandro Blasetti (1965)
- Ischia operazione amore, de Vittorio Sala (1966)
- Adulterio all'italiana, de Pasquale Festa Campanile (1966)
- Il marito è mio e l'ammazzo quando mi pare, de Pasquale Festa Campanile (1966)
- La ragazza del bersagliere, de Alessandro Blasetti (1967)
- Bersaglio mobile, de Sergio Corbucci (1967)
- Le dolci signore, de Luigi Zampa (1967)
- Come imparai ad amare le donne, de Luciano Salce (1967)
- Assicurasi vergine, de Giorgio Bianchi (1967)
- La violenza e l'amore - Il mito dell'uomo, de Adimaro Sala (1968)
- La matriarca, de Pasquale Festa Campanile (1968)
- Nel giorno del Signore, de Bruno Corbucci (1970)
- L'automobile, de Alfredo Giannetti (1970)
- Trastevere, de Fausto Tozzi (1971)
- Roma bene, de Carlo Lizzani (1971)
- Er più - Storia d'amore e di coltello, de Sergio Corbucci (1971)
- Ettore lo fusto, de Enzo Girolami Castellari (1971)
- Messalina, Messalina!, de Bruno Corbucci (1971)
- Crepa padrone, tutto va bene, de Jean Pierre Gorin i Jean-Luc Godard (1972)
- Una giornata spesa bene, de Jean-Louis Trintignant (1972)
- Poppea, una prostituta al servizio dell'impero, de Alfonso Brescia (1972)
- Il boss, de Fernando Di Leo (1972)
- Anche se volessi lavorare, che faccio?, de Flavio Mogherini (1972)
- Io e lui, de Luciano Salce (1973)
- Giovannona Coscialunga disonorata con onore, de Sergio Martino (1973)
- Paolo il caldo, de Marco Vicario (1973)
- Quando le donne si chiamavano madonne, de Aldo Grimaldi (1973)
- La colonna infame, de Nelo Risi (1973)
- Le Magnifique, de Philippe de Broca (1974)
- Innocenza e turbamento, de Massimo Dallamano (1974)
- Di mamma non ce n'è una sola, de Alfredo Giannetti (1974)
- Il poliziotto è marcio, de Fernando Di Leo (1974)
- L'erotomane, de Marco Vicario (1974)
- La governante, de Giovanni Grimaldi (1974)
- Ci son dentro fino al collo..., de Claude Zidi (1974)
- La città sconvolta: caccia spietata ai rapitori, de Fernando Di Leo (1975)
- Un letto in società, de Michel Boisrond (1975)
- Il messia, de Roberto Rossellini (1975)
- L'ammazzatina, de Ignazio Dolce (1975)
- I baroni, de Gian Paolo Lomi (1975)
- L'affittacamere, de Mariano Laurenti (1976)
- Ab morgen sind wir reich und ehrlich, de Franz Antel (1976)
- Mister Scarface, de Fernando Di Leo (1976)
- L'ala o la coscia?, de Claude Zidi (1976)
- La presidentessa, de Luciano Salce (1977)
- Grazie tante - arrivederci, de Mauro Ivaldi (1977)
- Diamanti sporchi di sangue, de Fernando Di Leo (1978)
- Avere vent'anni, de Fernando Di Leo (1978)
- Il malato immaginario, de Tonino Cervi (1979)
- Café Express, de Nanni Loy (1980)
- La tragedia di un uomo ridicolo, de Bernardo Bertolucci (1981)
- Prima che sia troppo presto, de Enzo De Caro (1981)
- Più bello di così si muore, de Pasquale Festa Campanile (1982)
- Il petomane, de Pasquale Festa Campanile (1983)
- Cenerentola '80, de Roberto Malenotti (1983)
- Uno scandalo per bene, de Pasquale Festa Campanile (1984)
- Roba da ricchi, de Sergio Corbucci (1987)
- I picari, de Mario Monicelli (1987)
- Una botta di vita, de Enrico Oldoini (1989)
- Tutta colpa della Sip, de Gianfranco Bullo (1988)
- La posta in gioco, de Sergio Nasca (1988)
- L'ultima scena, de Nino Russo (1989)
- Il male oscuro, de Mario Monicelli (1989)

### Director i guionista
- Leoni al sole (1961)
- Parigi o cara (1962)
- I cuori infranti, episodi La manina di Fatma (1963)
- Scusi, facciamo l'amore? (1967)
- Splendori e miserie di Madame Royale (1970)
- Vieni, vieni amore mio (1975)
- Stangata napoletana (1983)

## Ràdio
- Diario di una ragazza delusa, de Luciano Salce y Vittorio Caprioli, direcció de Franco Rossi. 27 de noviembre de 1945.
- Le donne di James Thurger, de Raffaele La Capria, amb Vittorio Caprioli, Franca Valeri i Alberto Bonucci. Direcció de Gian Domenico Giagni, 10 d'agost de 1956.
- Sulle spiagge della luna, de i amb Luciano Salce, Franca Valeri i Vittorio Caprioli. Orquestra d'Armando Trovajoli, 1957.